# 31. julij
31. julij je 212. dan leta (213. v prestopnih letih) v gregorijanskem koledarju. Ostaja še 153 dni.

## Dogodki
- 1009 – posvečen papež Sergij IV.
- 1498 – Krištof Kolumb na svoji tretji poti odkrije otok Trinidad
- 1667 – s sporazumom v Bredi se konča angleško - nizozemska vojna
- 1703 – Daniel Defoe zaradi pamfleta obsojen na sramotilni okvir
- 1790 – prvi patent v ZDA izdan Samuelu Hopkinsu
- 1856 – Christchurch na novozelandskem Južnem otoku postane mesto
- 1860 – Ivo Visina prejme odlikovanje Merita Naval, ker je kot šesti za Magellanom obplul Zemljo
- 1917 – začne se tretja bitka pri Ypresu (Jepru)
- 1919 – nemška narodna skupščina sprejme Weimarsko ustavo
- 1941 – po Hitlerjevem navodilu Hermann Göring naroči Reinhardu Heydrichu, naj »čim prej dostavi finančni in materialni načrt za izvedbo dokončne rešitve judovskega vprašanja«
- 1944:
  - ameriška vojska zavzame Avranches
  - Rdeča armada osvobodi Lvov in Brest-Litovsk
- 1945 – Pierre Laval, pobegli nekdanji predsednik vlade Vichyjske Francije, se v Avstriji vda zaveznikom
- 1948 – sprejeta odločitev, da se bo na Idlewild Field zgradilo letališče New York International Airport, ki se danes imenuje po Johnu Fitzgeraldu Kennedyju
- 1964 – Ranger 7 pošlje prve slike iz bližine Lune
- 1969 –  izbruhne cestna afera
- 1971 – astronavti z odprave Apollo 15 se kot prvi popeljejo po Luni z vozilom
- 1973 – v strmoglavljenju letala na bostonskem letališču Logan izgubi življenje 89 ljudi
- 1976 – NASA objavi slovito fotografijo »obraza na Marsu«, ki jo posname Viking 1
- 1992:
  - v trčenju tajskega Airbusa A300 v goro južno od nepalskega Katmanduja umre 113 ljudi
  - Italija prizna slovensko nasledstvo Osimskih sporazumov
  - z odprtjem prekopa Maina - Donava omogočen ladijski promet med Severnim in Črnim morjem
- 1996 – računalniška arhitektura MIL-STD-1750A se preneha uporabljati v načrtovanju novih izdelkov
- 1999 – z namernim strmoglavljenjem plovila Lunar Prospector na površje Lune NASA konča njegovo iskanje zamrznjene vode na Lunini površini
- 2014 v eksploziji plina v tajvanskem mestu Kaohsiung umre 30 ljudi, 309 je ranjenih

## Rojstva
- 1391 – Ciriaco de' Pizzicolli,  italijanski humanist in antikvar († 1453/1455)
- 1527 – Maksimilijan II. Habsburški, nemški cesar († 1576)
- 1550 – Jakob Petelin Gallus, slovenski skladatelj († 1591)
- 1598 – Alessandro Algardi, italijanski kipar († 1654)
- 1718 – John Canton, angleški fizik († 1772)
- 1796 – Ignac Kristijanović, hrvaški pisatelj, prevajalec († 1884)
- 1800 – Friedrich Wöhler, nemški kemik († 1882)
- 1803 – John Ericsson, švedski strojni inženir, izumitelj († 1889)
- 1804 – George Baxter, angleški graver, tiskar († 1867)
- 1858 – Richard Dixon Oldham, britanski geolog, seizmolog († 1936)
- 1860 – Anton Freiherr von Eiselsberg, avstrijski kirurg († 1939)
- 1870 – Rado Murnik, slovenski pisatelj († 1932)
- 1893 – Gustav Šilih, slovenski pisatelj († 1961)
- 1901 – Jean Philippe Arthur Dubuffet, francoski slikar, kipar († 1985)
- 1912 – Milton Friedman, ameriški ekonomist, nobelovec 1976 († 2006)
- 1914 – Louis de Funès, francoski filmski igralec, komik († 1983)
- 1918 – David Kabalin, hrvaški pesnik, pisatelj († 2012)
- 1919 – Primo Levi, italijanski kemik, pisatelj judovskega rodu († 1987)
- 1926 – Hilary Putnam, ameriški filozof
- 1932 – John Searle, ameriški filozof
- 1957 – Samo Fakin, slovenski zdravnik in politik
- 1962 – Wesley Snipes, ameriški filmski igralec
- 1965 – Joanne Kathleen Rowling, britanska pisateljica
- 1973 – Manca Ogorevc, slovenska igralka
- 1986 – Jevgenij Malkin, ruski hokejist
- 1998 – Tadej Mazej, slovenski rokometaš

## Smrti
- 1201 – Ivan Komnen Debeli, bizantinski uzurpator
- 1330 – Mihael III. Šišman Asen, bolgarski car (* 1280)
- 1358 – Étienne Marcel, predstojnik ceha pariških trgovcev (* 1310)
- 1367 – Giovanni Colombini, italijanski trgovec, ustanovitelj reda jezuatov (* 1304)
- 1556 – Ignacij Lojolski, španski duhovnik, ustanovitelj jezuitov (* 1491)
- 1566 – Bartolomé de Las Casas, španski dominikanski menih, duhovnik, pravnik in filozof prava (* 1484)
- 1750 – Juste-Aurèle Meissonier, francoski zlatar, arhitekt (* 1693/1695)
- 1784 – Denis Diderot, francoski pisatelj, filozof (* 1713)
- 1795 – José Basílio da Gama, brazilski pesnik (* 1740)
- 1836 – Luka Čeč, slovenski jamar (* 1785)
- 1840 – Nachman Kohen Krochmal, avstrijski judovski filozof, teolog in zgodovinar (* 1785)
- 1849 – Sándor Petőfi, madžarski pesnik (* 1823)
- 1867 – Benoît Fourneyron, francoski izumitelj (* 1802)
- 1875 – Andrew Johnson, ameriški predsednik (* 1808)
- 1886 – Franz Liszt, madžarski skladatelj (* 1811)
- 1913 – Andrej Žnidarčič, slovenski duhovnik in narodni buditelj (* 1835)
- 1914 – Auguste-Marie-Joseph-Jean Jaurès, francoski politik, filozof, publicist (* 1859)
- 1917 – Francis Ledwidge, irski pesnik (* 1887)
- 1944 – Antoine de Saint-Exupéry, francoski pilot, pisatelj (* 1900)
- 1972 – Paul-Henri Charles Spaak, belgijski državnik (* 1899)
- 1980 – Ernst Pascual Jordan, nemški fizik, matematik (* 1902)
- 1993 – Baudouin I., belgijski kralj (* 1930)
- 2000 – Hendrik Christoffel van de Hulst, nizozemski astronom (* 1918)
- 2001 – Poul Anderson, ameriški pisatelj (* 1926)

## Prazniki in obredi
- Sveti Ignacij Lojolski
- Republika Kongo - dan revolucije